# Erucastrum strigosum
Erucastrum strigosum är en korsblommig växtart som först beskrevs av Carl Peter Thunberg, och fick sitt nu gällande namn av Otto Eugen Schulz. Erucastrum strigosum ingår i släktet kålsenaper, och familjen korsblommiga växter. Inga underarter finns listade i Catalogue of Life.